# كريستوف فريتاج
كريستوف فريتاج (بالألمانية: Christoph Freitag)‏ (21 يناير 1990 بيودنبورغ في النمسا - ) هو لاعب كرة قدم نمساوي في مركز الوسط. لعب مع أوستريا فيينا ونادي واكر إنسبروك و1. Wiener Neustädter SC ‏ وFC Lustenau 07 ‏.

## وصلات خارجية
- كريستوف فريتاج على موقع قاعدة بيانات كرة القدم.إي يو (الإنجليزية)
- كريستوف فريتاج على موقع Soccerway.com (الإنجليزية)
- كريستوف فريتاج على موقع عالم كرة القدم.نت (الإنجليزية)